# Thillot (tổng)
canton của Thillot là một tổng của Pháp, tọa lạc tại tỉnh Vosges trong vùng Lorraine của Pháp.

## Phân chia hành chính
Le canton của Thillot được chia thành 8 xã:
- Bussang: 1 777 dân
- Ferdrupt: 854 dân
- Fresse-sur-Moselle: 2 176 dân
- Le Ménil: 1 117 dân
- Ramonchamp: 1 912 dân
- Rupt-sur-Moselle: 3 637 dân
- Saint-Maurice-sur-Moselle: 1 449 dân
- Le Thillot: 3 945 dân

## Lịch sử
| Ngày bầu                                  | Tên                 | Đảng          | Tư cách                            |
| ----------------------------------------- | ------------------- | ------------- | ---------------------------------- |
| Dữ liệu trước đây không còn được biết rõ. |                     |               |                                    |
| 2004                                      | François Cunat      | PS            | Préretraité, thị trưởng Ramonchamp |
| 1998                                      | Dominique Pecủa zzi | Divers droite | Thị trưởng Fresse-sur-Moselle      |

## Biến động dân số
| 1968                                         | 1975  | 1982  | 1990  | 1999  |
| -------------------------------------------- | ----- | ----- | ----- | ----- |
| 18169                                        | 19014 | 18562 | 17345 | 16867 |
| Số liệu từ năm 1968: Dân số không tính trùng |       |       |       |       |